# Lopidea minima
Lopidea minima är en insektsart som beskrevs av Knight 1918. Lopidea minima ingår i släktet Lopidea och familjen ängsskinnbaggar. Inga underarter finns listade i Catalogue of Life.